# HŠK Tipografija Zagreb
Hrvatski športski klub Tipografija Zagreb bio je hrvatski nogometni klub iz Zagreba. 
Predstavljao je grafičare.
Osnovali su ga 16. svibnja 1919. Dragutin Barišec, Ljubomir Crnić, Stjepan Heimbach, Josip Krčelić, Vjekoslav Sedmak i Vjekoslav Škaberna. Josip Krčelić bio je prvi klupski predsjednik.
Tipografija je 10. kolovoza 1919. dobila Jadran 4:1 u kvalifikacijskoj utakmici za prijem u Zagrebački nogometni podsavez.
U svojoj debitantskoj sezoni ostavrila je 5. mjesto u II. A razredu 1919./20. U I. A razredu, najvišem razredu Zagrebačkog nogometnog podsaveza, igrala je u sezoni 1923./24. kada je završila na posljednjem, 5. mjestu, s nula bodova.
Klupsko igralište na Cvjetnoj cesti kraj Save otvoreno je 4. rujna 1921.
Tijekom ljeta 1941. spojila se sa zagrebačkim klubovima Ilirija i Slavija u novonastali klub Zvonimir.
Klupska adresa 1925. bila je u Strossmayerovoj ulici.